# モントルー・ジャズ・フェスティバル・ジャパン
モントルー・ジャズ・フェスティバル・ジャパン（Montreux Jazz Festival Japan）は、東京都内で開催されているジャズ・フェスティバル。略称は「MJFJ」。毎年10月 - 11月の週末を中心に、複数日に渡って開催される。

## モントルー・ジャズ・フェスティバル概要
本国のモントルー・ジャズ・フェスティバル（Montreux Jazz Festival）は、スイス、レマン湖畔の町モントルーで、毎年7月、約2週間に渡り開催される音楽イベント。1967年にクロード・ノブスがスタートさせ、現在では世界3大ジャズ・フェスティバルのひとつに数えられるまでに成長した。ラインナップがジャズだけではなくブルース、ロック、レゲエ、ソウルなど幅広いジャンルの音楽をカバーしている点が同フェスの特徴。
なお日本では、モントレー・ジャズ・フェスティバル（Monterey Jazz Festival）や、モントリオール国際ジャズ・フェスティバル（Montreal International Jazz Festival）と混同される場合が見られるが、3者は開催地が異なる別物。モントレーは米カリフォルニア州、モントリオールはカナダ、そしてモントルーはスイスの地名である。

## 歴史
モントルー・ジャズ・フェスティバルを東京でも開催するにあたっては、本国のスピリットを継承しつつ、日本独自のアイディアを加味することがコンセプトとされた。2015年の東京開催では、渋谷 - 恵比寿 - 代官山 - 南青山など複数の会場を利用し、都市型のフェスとして話題を呼んだ（2011 - 2014年の別イベントについてはモントルー・ジャズ・フェスティバル・ジャパン・イン・かわさきを参照）。第2回（2016年）、第3回（2017年）は東京・恵比寿ザ・ガーデンホールを舞台に開催。ジャズからテクノ、ブラジリアンまでを網羅するラインナップで話題を呼んだ。
2018年は1回休催となったが、2019年は開催場所を東京・日本橋室町エリアに移して開催。2020年からはコロナ禍もあって再び休載している。

## キービジュアル
同フェスにおいては、各年に著名なアーティストを起用したキービジュアルを発表している。
2015年 - 大友克洋
2016年 - 山本耀司
2017年 - 西野亮廣（キングコング） 

## 主な出演アーティスト
2015年10月1日 - 11日
会場
LIQUIDROOM／代官山UNIT／晴れたら空に豆まいて／ブルーノート東京
出演
ジャイルス・ピーターソン（Gilles Peterson）
シャソル（Chassol）
モッキー（Mocky）
MAMA!MILK
フロー・モリッシー（Flo Morrissey）
青葉市子（Ichiko Aoba）
メラニー・デ・ビアシオ（Melanie De Biasio）
松浦俊夫 presents HEX
デヴィッド・サンボーン（David Samborn）
ジョン・マクラフリン＆ザ・フォース・ディメンション（John McLaughlin & The Fourth Dimension）
2016年10月7日 - 9日
会場
東京・恵比寿ザ・ガーデンホール／恵比寿ガーデンプレイス センター広場／代官山UNIT
出演
フランチェスコ・トリスターノ・シュリメ（Francesco Tristano）
デリック・メイ（Derick May）
ヘンリク・シュワルツ（Henrik Schwarz）
板橋文夫（Fumio Itabashi）
Kuniyuki
METAFIVE〈高橋幸宏、小山田圭吾、砂原良徳、TOWA TEI、ゴンドウトモヒコ、LEO今井〉（Yukihiro Takahashi、Keigo Oyamada、Yoshinori Sunahara、Towa Tei、Tomohiko Gondo、Leo Imai）
メラニー・デ・ビアシオ（Melanie De Biasio）
ジャイルス・ピーターソン（Gilles Peterson）
ソンゼイラ・ライブ・バンド（Sonzeira Live Band）
ピート・ジョセフ（Pete Josef）
須永辰緒（Tatsuo Sunaga）
カエターノ・ヴェローゾ（Caetano Veloso）
テレーザ・クリスチーナ（Terresa Christina）
八代亜紀＆クリヤ・マコト・クインテット（Aki Yashiro & makoto Kuriya Quintet）
ルル・ゲンズブール（Lulu Gainsbourg）
アラ・スタルク（Ara Starck）
2017年11月3日 - 5日
会場
東京・恵比寿ザ・ガーデンホール
出演
BIGYUKI
マシュー・ハーバート・ブレグジット・ビッグ・バンド（Matthew Herbert's Brexit Big Band）
菊地成孔 with アクセル・トスカ プロジェクト（Naruyoshi Kikuchi with Axel Tosca Project）
ジョーイ・アレキサンダー・トリオ（Joey Alexander Trio）
ファラオ・サンダース・カルテット（Pharoah Sanders Quartet）
マテウス・アサト（Mateus Asato）
アンドレス・ベエウサエルト（Andres Beeuwsaert）
三宅純（Jun Miyake）
クレモンティーヌ（Clementine）
SOIL&"PIMP"SESSIONS（ソイル＆ピンプ・セッションズ）